# Sébastien Rouault

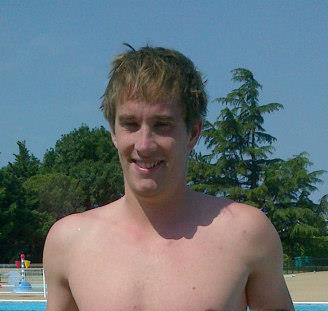
Sébastien Rouault (2013)

Sébastien Rouault (* 24. Februar 1986 in Le Chesnay) ist ein ehemaliger französischer Schwimmer. Er gewann eine Silbermedaille bei Weltmeisterschaften. Bei Europameisterschaften erschwamm er zwei Goldmedaillen und eine Silbermedaille auf der 50-Meter-Bahn sowie eine Bronzemedaille auf der 25-Meter-Bahn.

## Sportliche Karriere

### Die frühen Jahre mit Europameisterschafts-Silber 2006
Bei den Junioreneuropameisterschaften 2003 belegte Rouault den fünften Platz über 400 Meter Freistil. Über 1500 Meter Freistil wurde er Dritter hinter dem Briten David Davies und dem Polen Przemysław Stańczyk. Ein Jahr später wurde Rouault Vierter über 200 Meter Freistil. Über 400 Meter Freistil und über 1500 Meter Freistil erschwamm er jeweils die Silbermedaille hinter dem Deutschen Paul Biedermann, wobei sein Rückstand auf der langen Strecke geringer war als über 400 Meter. Ende 2004 wurde Rouault bei den Kurzbahneuropameisterschaften in Wien Achter über 400 Meter Freistil und Siebter über 400 Meter Lagen.
2005 bei den Mittelmeerspielen in Almeria siegte über 400 Meter Freistil der Italiener Massimiliano Rosolino vor dem Griechen Spyridon Gianniotis, drei Zehntelsekunden hinter dem Griechen schlug Rouault als Dritter an. Über 800 Meter Freistil gewann der Tunesier Oussama Mellouli mit 0,36 Sekunden Vorsprung vor Rouault, sieben Sekunden dahinter wurde Gianniotis Dritter. Über 1500 Meter Freistil gewann Rouault und hatte dabei fast 16 Sekunden Vorsprung vor dem zweitplatzierten Gianniotis. Einen Monat später bei den Weltmeisterschaften in Montreal schied Rouault über 400 Meter Freistil als 16. der Vorläufe aus. Über 800 Meter Freistil erreichte er den achten Platz, über 1500 Meter Freistil wurde er Siebter.
2006 bei den Europameisterschaften in Budapest erkämpfte Rouault über 1500 Meter Freistil die Silbermedaille hinter dem Russen Juri Prilukow. Die französische 4-mal-200-Meter-Freistilstaffel mit Fabien Gilot, Sébastien Rouault, Matthieu Madeleine und Amaury Leveaux wurde Vierte mit anderthalb Sekunden Rückstand auf die drittplatzierten Griechen. Bei den Kurzbahneuropameisterschaften in Helsinki siegte Prilukow erneut über 1500 Meter Freistil, Rouault wurde hinter dem Polen Mateusz Sawrymowicz Dritter.
2007 bei den Weltmeisterschaften in Melbourne erreichte Rouault nur über die damals für Männer nichtolympischen 800 Meter Freistil das Finale und belegte den fünften Platz. Bei seinen weiteren Einzelstarts und mit der Freistilstaffel schied er im Vorlauf aus. Bei den Olympischen Spielen 2008 in Peking trat Rouault zunächst über 400 Meter Freistil an und belegte den 23. Platz in den Vorläufen. Sechs Tage später schwamm er in den Vorläufen über 1500 Meter Freistil die 27. Zeit unter 35 Teilnehmern.

### Die späten Jahre mit zweimal Europameisterschafts-Gold 2010
Bei der Sommer-Universiade 2009 erreichte Rouault über 800 und über 1500 Meter Freistil jeweils den vierten Platz, über 400 Meter Freistil wurde er Sechster. Bei den Kurzbahneuropameisterschaften in Istanbul schlug Rouault über 1500 Meter Freistil als Vierter an, auf die Medaillenränge hatte er fast vier Sekunden Rückstand.
2010 war erneut Budapest Austragungsort der Europameisterschaften. Über 400 Meter Freistil belegte Rouault den fünften Platz und lag dabei 0,7 Sekunden hinter dem drittplatzierten Ungarn Gergő Kis. Über 1500 Meter Freistil siegte Rouault mit anderthalb Sekunden Vorsprung auf Pál Joensen aus Färöer. Über 800 Meter Freistil schließlich schlug Rouault 0,84 Sekunden vor dem Deutschen Christian Kubusch an. Ende des Jahres bei den Kurzbahnweltmeisterschaften in Dubai belegte Rouault sowohl über 400 Meter Freistil als auch über 1500 Meter Freistil den sechsten Platz.
2011 bei den Weltmeisterschaften in Shanghai belegte Rouault über 400 Meter Freistil und über 800 Meter Freistil jeweils den achten Platz. Über 1500 Meter Freistil verpasste er als Elfter der Vorläufe die Finalteilnahme um sieben Sekunden. Die 4-mal-200-Meter-Freistilstaffel mit Jérémy Stravius, Grégory Mallet, Sébastien Rouault und Yannick Agnel erreichte das Finale mit der drittbesten Vorlaufzeit. Im Endlauf waren Fabien Gilot, Jérémy Stravius, Gregory Mallet und Yannick Agnel fast sieben Sekunden schneller als die Vorlaufstaffel und schlugen als Zweite hinter dem Quartett aus den Vereinigten Staaten an. Alle fünf beteiligten Franzosen erhielten eine Medaille.
2012 wurde Rouault noch einmal französischer Meister über 400 Meter und über 800 Meter Freistil. Bei den Europameisterschaften in Debrecen wurde er Fünfter über 400 Meter Freistil und hatte dabei fast zwei Sekunden Rückstand auf die Medaillenränge. Über 800 Meter Freistil belegte er den vierten Platz mit einer Sekunde Rückstand auf den Drittplatzierten.